# رسول معتمدی
رسول معتمدی (زاده ۹ نوامبر ۱۹۹۸) وزنه‌بردار ایرانی است که موفق شد مدال طلای مسابقات قهرمانی آسیا ۲۰۲۰ را در رده وزنی ۱۰۲ کیلوگرم کسب کند
رسول معتمدی (زاده ۹ نوامبر ۱۹۹۸) در استان اصفهان، لنجان، سده لنجان و وزنه‌بردار ایرانی است که موفق شد مدال طلای مسابقات همبستگی کشورهای اسلامی۲۰۲۲ را در رده وزنی ۱۰۲ کیلوگرم کسب کند.

## نتایج
| سال                    | مکان             | وزن          | یک‌ضرب (کیلوگرم) | یک‌ضرب (کیلوگرم) | یک‌ضرب (کیلوگرم) | یک‌ضرب (کیلوگرم) | دوضرب (کیلوگرم) | دوضرب (کیلوگرم) | دوضرب (کیلوگرم) | دوضرب (کیلوگرم) | مجموع        | رتبه         |
| سال                    | مکان             | وزن          | ۱               | ۲               | ۳               | رتبه            | ۱               | ۲               | ۳               | رتبه            | مجموع        | رتبه         |
| قهرمانی جهان           | قهرمانی جهان     | قهرمانی جهان | قهرمانی جهان    | قهرمانی جهان    | قهرمانی جهان    | قهرمانی جهان    | قهرمانی جهان    | قهرمانی جهان    | قهرمانی جهان    | قهرمانی جهان    | قهرمانی جهان | قهرمانی جهان |
| ---------------------- | ---------------- | ------------ | --------------- | --------------- | --------------- | --------------- | --------------- | --------------- | --------------- | --------------- | ------------ | ------------ |
| ۲۰۲۱                   | تاشکند، ازبکستان | ۱۰۲ کیلوگرم  | ۱۷۰             | ۱۷۰             | ۱۷۷             | 2               | ۲۱۵             | ۲۲۰             | ۲۲۰             | 1               | ۳۹۷          | 1            |
| قهرمانی آسیا           |                  |              |                 |                 |                 |                 |                 |                 |                 |                 |              |              |
| ۲۰۲۰                   | تاشکند، ازبکستان | ۱۰۲ کیلوگرم  | ۱۶۶             | ۱۶۶             | ۱۷۳             | 3               | ۲۱۰             | ۲۲۰             | ۲۲۷             | 1               | ۴۰۰          | 1            |
| 2022                   | منامه، بحرین     | ۱۰۹ کیلوگرم  | 170             | 174             | 180             | 1               | 215             | 217             | --              | 1               | 397          | 1            |
| بازی‌های همبستگی اسلامی |                  |              |                 |                 |                 |                 |                 |                 |                 |                 |              |              |
| 2022                   | قونیه، ترکیه     | ۱۰۲ کیلوگرم  | 171             | 175             | 177             | 1               | 217             | 223             | 232             | 1               | 400          | 1            |
| قهرمانی جوانان جهان    |                  |              |                 |                 |                 |                 |                 |                 |                 |                 |              |              |
| ۲۰۱۸                   | تاشکند، ازبکستان | ۹۴ کیلوگرم   | ۱۵۱             | ۱۵۸             | ۱۵۸             | ۹               | ۱۹۳             | ۲۰۰             | ۲۰۲             | 3               | ۳۵۳          | ۴            |